# Morne Vert
Morne Vert es una localidad de Santa Lucía que forma parte del distrito de Vieux Fort.